# Beowulf Dragonslayer
Pour les articles homonymes, voir Beowulf (homonymie).
Beowulf Dragonslayer est un comics d'heroic fantasy publié par DC Comics en 1975-1976. Il s'inspire de manière très lâche du poème épique vieil-anglais Beowulf.

## Synopsis
Le héros Beowulf se rend à Castle Hrothgar, un château du pays danois qui souffre des attaques d'un monstre nommé Grendel, descendant de Caïn et serviteur de Satan. En chemin, il sauve la guerrière Nan-zee des démons qui l'ont capturée et elle rejoint son groupe de compagnons. Alors qu'ils approchent du château, le sorcier Unferth les téléporte dans un marécage où ils doivent affronter d'autres créatures démoniaques. Piégés dans des sables mouvants, Beowulf et ses compagnons sombrent jusqu'en Enfer où ils rencontrent Satan, tandis que Grendel continue à attaquer les Danois.
La force surnaturelle de Grendel est telle que Beowulf n'a aucune chance de le vaincre, à moins d'obtenir le venin de la Vipère noire et le fruit du Zumak. Il part à la recherche de ces deux choses, ce qui l'amène à affronter des pygmées, le comte Dracula, des extra-terrestres et le Minotaure. Au cours de son périple, il rencontre l'une des tribus perdues d'Israël, le héros Ulysse et se rend brièvement en Atlantide. Le dernier numéro s'achève alors que Beowulf, ayant accompli sa quête, se prépare à retourner à Castle Hrothgar pour affronter Grendel, qui a tué Satan pour revendiquer le trône de l'Enfer au détriment de Dracula.

## Histoire
En 1970, la maison d'édition Marvel Comics lance Conan le Barbare, une adaptation en comics des histoires de Conan le Barbare, le héros de pulp inventé par Robert E. Howard. Le succès est immédiatement au rendez-vous. Les autres éditeurs de comics ne tardent pas à lancer à leur tour des séries d'heroic fantasy, comme Wulf the Barbarian ou Iron Jaw chez Atlas/Seabord. DC Comics, le principal concurrent de Marvel, publie quant à lui Sword of Sorcery (une adaptation du Cycle des épées de Fritz Leiber), Stalker et Claw the Unconquered, mais aucune de ces séries ne parvient à concurrencer Conan.
Beowulf Dragonslayer s'inscrit dans cette lancée. Michael Uslan au scénario et Ricardo Villamonte aux dessins sont chargés de donner chair aux personnages, à l'exception de l'ultime numéro où Ric Estrada remplace Villamonte aux crayonnés. Dans l'éditorial du deuxième numéro, Uslan indique avoir été influencé par les romans Grendel (en) de John Gardner et Sa Majesté des mouches de William Golding pour représenter le monstrueux Grendel.

## Publication
| No | Titre                             | Date           |
| -- | --------------------------------- | -------------- |
| 1  | The Curse of Castle Hrothgar      | mai 1975       |
| 2  | Slave Maid of Satan!              | juillet 1975   |
| 3  | Man-Apes and Magic!               | septembre 1975 |
| 4  | Valley in the Shadow of Death!    | novembre 1975  |
| 5  | Chariots of the Stars             | janvier 1976   |
| 6  | Labyrinth of the Grotto Minotaur! | mars 1976      |

Les six épisodes paraissent en français dans la revue Aventures Fiction entre 1976 et 1978.